# Римкус, Вит
Вит Ри́мкус (латыш. Vīts Rimkus; 21 июня 1973, Рига) — латвийский футболист, нападающий, экс-игрок сборной Латвии, многократный чемпион, призёр и лучший бомбардир Высшей лиги Латвии, 4-кратный обладатель Кубка Латвии. Второй бомбардир в истории чемпионатов Латвии после Михаила Михолапа.

## Карьера
Родился и вырос в Риге, воспитанник местного клуба «Ауда». Взрослую карьеру начал в 1993 году в клубе «Пардаугава», затем выступал за «ДАГ», в составе которого стал третьим призёром первенства 1994 года, и «Амстриг»; все три клуба базировались в Риге, играли в высшем дивизионе, за каждый из них он провёл по одному сезону, регулярно выходя на поле. В 1995 году уехал играть за границу, где провёл три сезона в трёх разных клубах — сначала играл за «Винтертур» из второго швейцарского дивизиона, затем за немецкие команды третьей лиги (Regionalliga) «Нюрнберг» и «Эрцгебирге Ауэ». В 1998 году вернулся на родину, подписав контракт с лидером латвийского футбола тех лет, клубом «Сконто». В том сезоне он забил 11 мячей в 15 матчах первенства и выиграл свой первый чемпионский титул. Следующие два года он провёл в составе «Валмиеры», середняка высшей латвийской лиги. В 2001 году он перешёл в «Вентспилс», за который выступает по настоящее время, отыграв в его составе более 200 матчей во всех турнирах и забив 119 голов в лиге, он является рекордсменом по числу игр и голов за клуб. «Вентспилс», лидером атаки которого является Римкус, смог прервать многолетнюю гегемонию «Сконто» и выиграл три чемпионата и четыре кубка страны, а до того неоднократно становился призёром первенства Латвии. В 2005 году Римкус около полугода провёл в составе «Ростова», середняка чемпионата России, выступая за этот клуб на правах аренды, однако проявить себя не сумел и, не забив ни единого гола в девяти проведённых матчах, вернулся в «Вентспилс». Покинул «Вентспилс» осенью 2009 года. В январе—феврале 2010 года Римкус находился на просмотре в клубе «Экранас»; в составе «Экранаса» он принял участие в Кубке Содружества-2010, где забил два гола. 18 февраля 2010 года подписал однолетний контракт с «Экранасом».
В 1995—2008 гг. Римкус являлся игроком сборной Латвии, сыграл в её составе 73 матча, забил 11 голов. Участник чемпионата Европы 2004 года, вышел на замену в одном из матчей.

## Достижения
- Чемпион Латвии: 1998, 2006, 2007, 2008
- 2-е место в чемпионате Латвии: 2001, 2002
- 3-е место в чемпионате Латвии: 1994, 2003, 2004, 2005
- Обладатель Кубка Латвии: 2003, 2004, 2005, 2007
- Финалист Кубка Латвии: 2008
- Финалист Кубка чемпионов Содружества: 2007
- Лучший бомбардир чемпионата Латвии: 2007, 2008